# Epopea
Epopea is een kevergeslacht uit de familie van de boktorren (Cerambycidae). De wetenschappelijke naam van het geslacht werd voor het eerst geldig gepubliceerd in 1864 door Thomson.

## Soorten
Epopea omvat de volgende soorten:
- Epopea acuta Thomson, 1864
- Epopea lignosa Breuning, 1940
- Epopea orientalis Breuning, 1940
- Epopea subacuta Breuning, 1952